# Zentripetalkraft

Zentripetalkraft

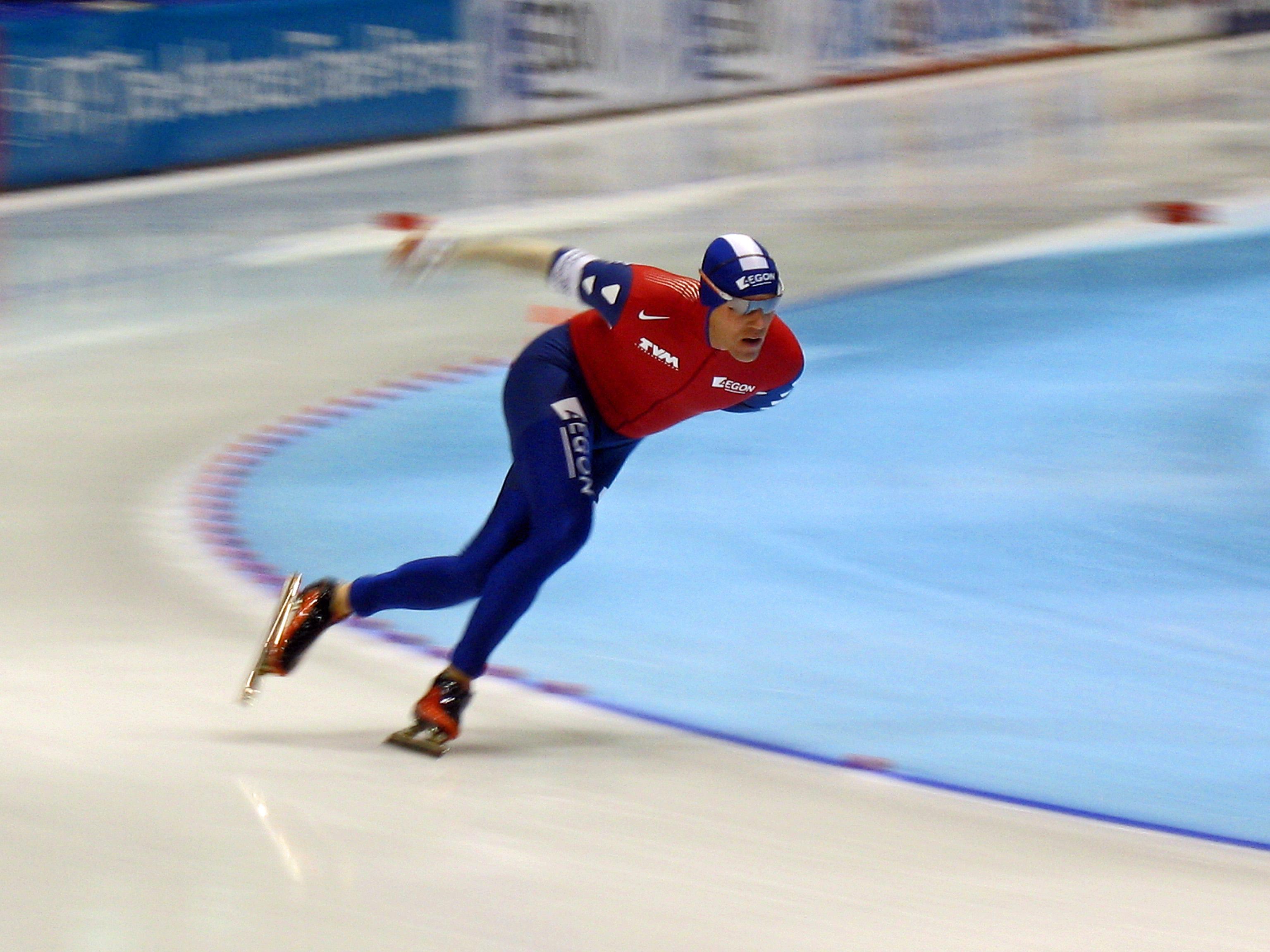
Die Zentripetalkraft wird durch die Kufen übertragen.

Die Zentripetalkraft (auch Radialkraft) ist die äußere Kraft, die auf einen Körper wirken muss, damit sich dieser im Inertialsystem auf einer gekrümmten Bahn bewegt. Die Zentripetalkraft ist zum Mittelpunkt des Krümmungskreises gerichtet und steht senkrecht auf dem Geschwindigkeitsvektor im Inertialsystem. Die Zentripetalkraft genügt dem Prinzip von Actio und Reactio, da zu ihr eine Gegenkraft an einem anderen Körper existiert, von dem die Zentripetalkraft ausgeht. Der auf der gekrümmten Bahn bewegte Körper setzt der Zentripetalkraft den Trägheitswiderstand entgegen, der nach Betrag und Richtung mit der Zentrifugalkraft übereinstimmt, die in einem mit dem Körper mitbewegten Bezugssystem existiert.
Ohne die Zentripetalkraft würde sich der Körper nach dem Trägheitsgesetz gleichförmig in Richtung des momentanen Geschwindigkeitsvektors (des Tangentialvektors der Bahn) bewegen, wie es z. B. bei Funken beobachtet wird, die sich von einer Schleifscheibe ablösen.
Die Bewegung auf einer vorgegebenen Bahn, z. B. bei Achterbahnen oder im Straßenverkehr, erfordert eine Zentripetalbeschleunigung (auch Radialbeschleunigung), die sich aus den momentanen Werten für den Krümmungsradius der Bahn und die Geschwindigkeit ergibt. Die dafür notwendige Zentripetalkraft ist das Produkt aus dieser Zentripetalbeschleunigung und der Masse des Körpers.
In älteren Texten ist mit dem Begriff Zentripetalkraft oft eine Kraft gemeint, mit der ein feststehendes Kraftzentrum andere Körper anzieht. Eine solche Kraft wird heute als Zentralkraft bezeichnet.

## Etymologie und Begriffsgeschichte
Der Begriff Zentripetalkraft leitet sich von petere (lateinisch für streben nach, sich begeben) ab. Er wurde als vis centripeta von Isaac Newton eingeführt. Den Namen prägte Newton als Gegensatz zu der von Christian Huygens zuvor eingeführten Zentrifugalkraft. Newton verstand darunter allerdings das, was heute Zentralkraft heißt. Bei nicht genau kreisförmigen Bahnen bedeutet das einen Unterschied.

## Unterschied von Zentripetalkraft und Zentralkraft

Zentralkraft

Während eine Zentralkraft stets auf den gleichen Punkt (oder von ihm weg) gerichtet ist, zeigt die Zentripetalkraft zum Mittelpunkt des momentanen Krümmungskreises. Nur bei einer reinen Kreisbewegung ist die Zentripetalkraft eine Zentralkraft. Bei einer elliptischen Planetenbahn z. B. ist die Zentralkraft an jedem Punkt auf das feststehende Kraftzentrum gerichtet, das in einem Brennpunkt der Ellipse steht. Eine Zentralkraft kann am Ort des Körpers stets zerlegt werden in die zwei rechtwinkligen Komponenten Zentripetalkraft und Tangentialkraft. Die Zentripetalkraft ist zum momentanen Zentrum der Bahnkrümmung gerichtet und ändert an der Geschwindigkeit des Körpers nur die Richtung. Die Tangentialkomponente ändert an der Geschwindigkeit nur den Betrag, was z. B. bei Planeten die Ursache dafür ist, dass sie sich nahe der Sonne schneller bewegen als in größerer Entfernung.

## Beispiele
- Wenn ein Auto eine Kurve durchfährt, ist dies nur dadurch möglich, dass eine zur Innenseite der Kurve gerichtete Zentripetalkraft wirkt. Sie ergibt sich aus der Summe der Seitenkräfte, die zwischen Reifen und Fahrbahn entstehen und auf das Fahrzeug einwirken. Fehlt diese Kraft (z. B. bei Glatteis), so bewegt sich das Auto geradlinig weiter, wird also aus der Kurve getragen. Der Fahrzeuginsasse bewegt sich auf der gleichen Kreisbahn wie das Auto, weil der Sitz auf ihn eine Zentripetalkraft ausübt.
- Die Erde bewegt sich (annähernd) auf einer Kreisbahn um die Sonne. Diese Kreisbewegung wird durch die von der Sonne auf die Erde ausgeübte Gravitationskraft verursacht, die in dieser Näherung sowohl eine Zentralkraft als auch eine Zentripetalkraft ist. Genauer betrachtet ist die Erdbahn, wie die Bahnen aller Planeten, keine Kreisbahn, sondern eine Ellipsenbahn (sofern man von den kleinen Störungen durch die Gravitation des Mondes und der anderen Planeten absieht). Die Gravitation zeigt als Zentralkraft auf die Sonne, die sich in einem der Ellipsenbrennpunkte befindet. Diese Zentralkraft weicht leicht von der Zentripetalkraft ab, die zum momentanen Zentrum der Bahnkrümmung zeigt. Die Differenz zwischen Zentralkraft und Zentripetalkraft ist eine Tangentialkomponente, die dafür sorgt, dass die Erde sich in Sonnennähe (im Perihel) schneller bewegt als in Sonnenferne.
- Bewegen sich Elektronen senkrecht zu einem homogenen Magnetfeld, so werden sie durch die Lorentzkraft senkrecht zur Richtung der Bewegung und des Magnetfelds in eine Kreisbahn abgelenkt. In diesem Beispiel ist also die Lorentzkraft die Zentripetalkraft.
- Bei Luftwirbeln ist die Zentripetalkraft der Druckgradient, d. h. im Wirbelkern herrscht Unterdruck.

## Mathematische Herleitung

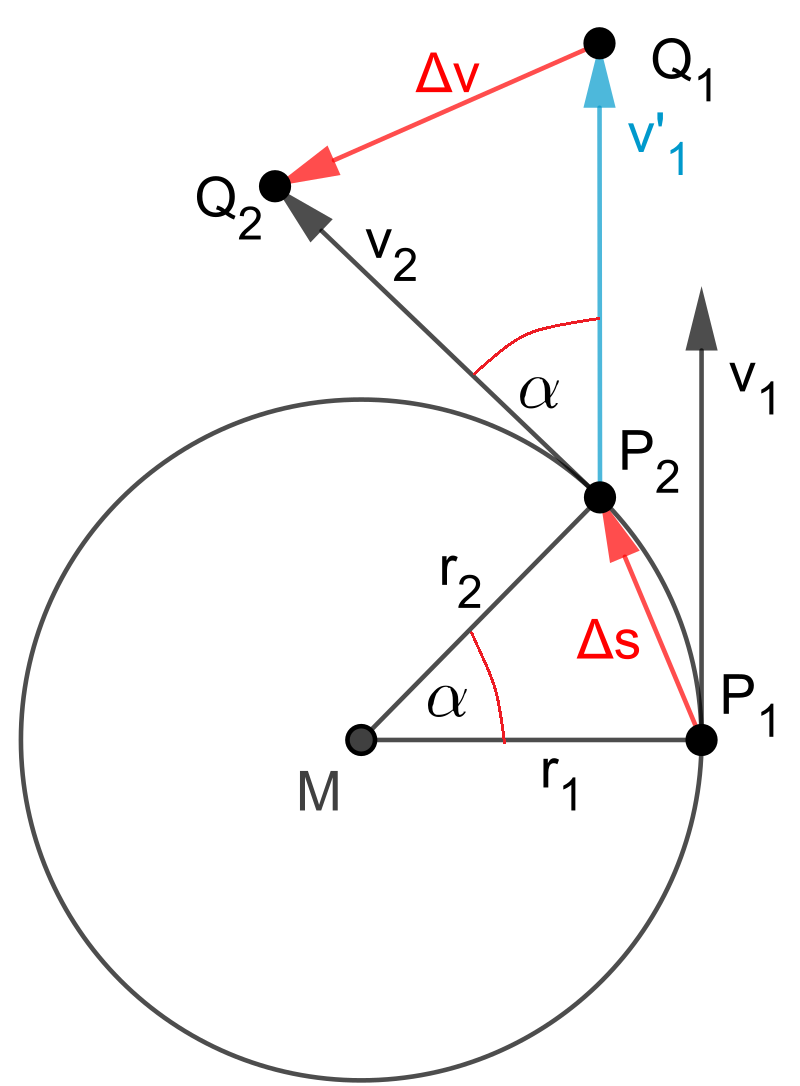
Ein Punkt bewegt sich auf einer Kreisbahn. Für die Zeitpunkte und befindet sich der Punkt in bzw. (Momentaufnahmen). Die Geschwindigkeitsvektoren und veranschaulichen die Änderung der Bewegungsrichtung.

### Einfache Herleitung
Bewegt sich ein Punkt mit gleichbleibender Bahngeschwindigkeit {\displaystyle v} auf einer Kreisbahn, so ist die Geschwindigkeit in jedem Moment senkrecht zum Radius {\displaystyle r_{1}=r_{2}=r} des Kreises gerichtet. Die nebenstehende Zeichnung veranschaulicht diese Verhältnisse für die Zeitpunkte {\displaystyle t_{1}} und {\displaystyle t_{2}.}
Zunächst lassen sich die Zusammenhänge rein geometrisch betrachten: Der in der Skizze blau dargestellte Pfeil {\displaystyle v'_{1}} entsteht durch Parallelverschiebung des Pfeils {\displaystyle v_{1}.} Ihre Längen entsprechen der Länge des Pfeils {\displaystyle v_{2}.} Für die Längen dieser drei Pfeile gilt also:
{\displaystyle v_{1}=v'_{1}=v_{2}=v}
Zudem sind die Dreiecke {\displaystyle Q_{2}P_{2}Q_{1}} und {\displaystyle P_{2}MP_{1}} ähnlich im geometrischen Sinn, denn:
- Sowohl {\displaystyle v_{2}} und {\displaystyle v'_{1}} als auch {\displaystyle r_{2}} und {\displaystyle r_{1}} sind jeweils Seiten eines gleichschenkligen Dreiecks.
- Die von den oben genannten Seiten eingeschlossenen Winkel {\displaystyle \alpha } sind gleich, weil die Schenkel der Winkel paarweise orthogonal sind: {\displaystyle v_{2}} ist orthogonal zu {\displaystyle r_{2}}, und aufgrund der Parallelität von {\displaystyle v_{1}} und {\displaystyle v'_{1}} sind auch {\displaystyle v'_{1}} und {\displaystyle r_{1}} orthogonal.

Aus der Ähnlichkeit der Dreiecke {\displaystyle Q_{2}P_{2}Q_{1}} und {\displaystyle P_{2}MP_{1}} folgt:
{\displaystyle {\frac {\Delta v}{v}}={\frac {\Delta s}{r}}}
Multipliziert mit {\displaystyle v} erhalten wir:
{\displaystyle \Delta v=\Delta s\,{\frac {v}{r}}}
Eine Division durch die Zeitspanne {\displaystyle \Delta t:=t_{2}-t_{1}} ergibt:
{\displaystyle {\frac {\Delta v}{\Delta t}}={\frac {v}{r}}{\frac {\Delta s}{\Delta t}}},
Wird nun {\displaystyle \Delta t} hinreichend klein gewählt, so gilt:
- Der vom Objekt zurückgelegte Weg {\displaystyle \Delta s} entspricht einem Abschnitt auf der Kreisbahn, und {\displaystyle {\tfrac {\Delta s}{\Delta t}}=v} ist die Bahngeschwindigkeit des Objekts.
- Die Zentripetalbeschleunigung ist die Beschleunigung {\displaystyle a_{\mathrm {Z} }={\tfrac {\Delta v}{\Delta t}}} , die das Objekt in Richtung Kreismittelpunkt erfährt.

Dann strebt die Gleichung gegen:
{\displaystyle a_{\mathrm {Z} }={\frac {v^{2}}{r}}=v^{2}\cdot \kappa },
mit der Krümmung {\displaystyle \kappa } der Bahn. Ist nun das kreisende Objekt nicht nur ein geometrischer Punkt, sondern ein Objekt mit der Masse {\displaystyle m}, so muss es eine Kraft geben, die das Objekt auf seiner Bahn hält. Die Kraft muss zum Kreismittelpunkt gerichtet sein und wird „Zentripetalkraft“ genannt. Nach dem 2. Newtonschen Gesetz gilt für den Betrag der Zentripetalkraft {\displaystyle F_{\mathrm {Z} }} somit:
{\displaystyle F_{\mathrm {Z} }=m\,a_{\mathrm {Z} }}
Diese Zentripetalkraft wirkt auf jeden Körper mit der Masse {\displaystyle m}, der sich mit der Geschwindigkeit {\displaystyle v} auf einer Bahn mit dem lokalen Krümmungsradius {\displaystyle r} bewegt.

### Vektorielle Darstellung
Für einen Punkt, der sich auf einer beliebigen (glatten) Kurve im Raum bewegt, gibt es zu jedem Punkt der Bahn eine eindeutig bestimmte Schmiegkugel, so dass die Bahn bis zur 3. räumlichen Ableitung der Kugeloberfläche folgt. Der Mittelpunkt der Kugel ist der Krümmungsmittelpunkt. Er bestimmt zusammen mit der Bahntangente, die auch die Richtung des Geschwindigkeitsvektors {\displaystyle {\vec {v}}} angibt, die momentane Bahnebene. Diese schneidet die Schmiegkugel in einem Großkreis, auf dem sich der Punkt im betrachteten Moment im Zustand einer Kreisbewegung um den Krümmungsmittelpunkt befindet. Die Achse dieser Kreisbewegung steht in deren Mittelpunkt senkrecht auf der Bahnebene. Der Geschwindigkeitsvektor und der Vektor {\displaystyle {\vec {r}}} vom Krümmungsmittelpunkt zum Ort des betrachteten Punkts stehen senkrecht aufeinander und erfüllen zusammen mit dem Winkelgeschwindigkeitsvektor {\displaystyle {\vec {\omega }}} der Kreisbewegung die Gleichung
{\displaystyle {\vec {v}}={\vec {\omega }}\times {\vec {r}}}.
Somit sind die drei Vektoren {\displaystyle {\vec {r}}}, {\displaystyle {\vec {\omega }}} und {\displaystyle {\vec {v}}}  orthogonal zueinander und bilden ein Rechtssystem, in dem die Rechte-Hand-Regel gilt.  Für ihre Einheitsvektoren gilt dann: 
{\displaystyle {\vec {e}}_{\mathrm {v} }={\vec {e}}_{\mathrm {\omega } }\times {\vec {e}}_{\mathrm {r} }}
und insbesondere: 
{\displaystyle {\vec {e}}_{\mathrm {\omega } }\times {\vec {e}}_{\mathrm {v} }=-{\vec {e}}_{\mathrm {r} }}.
Wenn der Punkt nicht in tangentialer Richtung beschleunigt wird, verschwindet die erste Ableitung von {\displaystyle {\vec {\omega }}}. Die Beschleunigung {\displaystyle {\vec {a}}={\frac {\mathrm {d} {\vec {v}}}{\mathrm {d} t}}} zeigt dann zum Krümmungsmittelpunkt, und gibt die Zentripetalbeschleunigung {\displaystyle {\vec {a}}_{\mathrm {Z} }} an.
{\displaystyle {\vec {a}}_{\mathrm {Z} }={\vec {\omega }}\times {\frac {\mathrm {d} {\vec {r}}}{\mathrm {d} t}}={\vec {\omega }}\times {\vec {v}}}.
Da die Vektoren {\displaystyle {\vec {v}}} und {\displaystyle {\vec {\omega }}} senkrecht aufeinander stehen, können die Beträge verwendet werden. Mit {\displaystyle \omega =v/r} ergibt sich für den Betrag der Zentripetalbeschleunigung dieselbe Gleichung wie oben:
{\displaystyle a_{\mathrm {Z} }=\omega \,v={\frac {v^{2}}{r}}}.
Vektoriell ergibt sich für die Zentripetalbeschleunigung:
{\displaystyle {\vec {a}}_{\mathrm {Z} }={\vec {\omega }}\times {\vec {v}}=\omega \cdot v\cdot {\vec {e}}_{\mathrm {\omega } }\times {\vec {e}}_{\mathrm {v} }=\omega \cdot \omega \cdot r\cdot (-{\vec {e}}_{\mathrm {r} })=-\omega ^{2}{\vec {r}}}.

### Herleitung im kartesischen Koordinatensystem
Zunächst für eine gleichförmige Kreisbewegung eines Punktes mit Geschwindigkeit {\displaystyle v} auf einer Kreisbahn mit Radius {\displaystyle r}: In einem xy-Koordinatensystem in der Kreisebene mit dem Ursprung im Mittelpunkt des Kreises hat der Punkt (bei geeigneter Wahl des Zeitnullpunkts und {\displaystyle \omega ={\tfrac {v}{r}}}) die Koordinaten
{\displaystyle {\vec {r}}={\begin{pmatrix}r\,\cos(\omega t)\\r\,\sin(\omega t)\end{pmatrix}}}.
Seine Beschleunigung ist die zweite Ableitung
{\displaystyle {\vec {a}}={\begin{pmatrix}-\omega ^{2}r\;\cos(\omega t)\\-\omega ^{2}r\;\sin(\omega t)\end{pmatrix}}}.
Daher ist
{\displaystyle {\vec {a}}_{Zp}=-\omega ^{2}\;{\vec {r}}},
oder dem Betrag nach
{\displaystyle a_{Zp}=\omega ^{2}\;r={\frac {v^{2}}{r}}=v^{2}\cdot \kappa }.
Diese Herleitung nutzt ein bestimmtes Koordinatensystem, um einen möglichst einfachen Weg darzustellen. Das Ergebnis ist aber eine Gleichung zwischen koordinatenunabhängigen Größen und gilt daher in jedem Koordinatensystem. Die Herleitung ist auch räumlich und zeitlich lokal und gilt daher für beliebig gekrümmte Bewegung und variable Bahngeschwindigkeit, wenn man für r den lokalen Krümmungsradius und für v die momentane Bahngeschwindigkeit einsetzt.

## Anwendungen
Bei Bewegungsvorgängen im Alltag wird die Zentripetalkraft häufig durch Haftreibung übertragen. Bei Gleitreibung ist die Reibungskraft entgegen der Gleitgeschwindigkeit gerichtet und lässt eine kontrollierte Fortbewegung nicht zu. Die Zentripetalbeschleunigung muss hier die Bedingung:
{\displaystyle a_{Zp}\leqq \mu \cdot g}
mit dem Haftreibungskoeffizienten {\displaystyle \mu } und der Erdbeschleunigung {\displaystyle g} erfüllen. Untersuchungen zeigen, dass bei normaler Fahrt mit einem Pkw eine Zentripetalbeschleunigung von 4 m/s2 selten überschritten wird. Beim Motorrad entspricht dies einer Schräglage von etwa 20 Grad. Das ist auf trockener Fahrbahn noch weit von den physikalischen Grenzen entfernt, zeigt aber, dass der Mensch in der Lage ist, seine Geschwindigkeit so anzupassen, dass das Produkt aus Fahrgeschwindigkeit zum Quadrat und Krümmung in den genannten Grenzen bleibt.
Bei vielen Problemen kann die Bestimmung des Krümmungsradius vereinfacht werden. Wenn die äußeren Kräfte bekannt sind, liefert die Bewegungsgleichung {\displaystyle {\vec {a}}={\vec {F}}/m} Beschleunigung, Geschwindigkeit und Position des Massenmittelpunkts. Die Bahn, z. B. die Bewegung des Schwerpunkts eines Fahrzeugs, wird in der Projektion auf eine Referenzfläche betrachtet. In dieser ist die Komponente der Beschleunigung senkrecht zur Geschwindigkeit die gesuchte Zentripetalbeschleunigung. Im einfachsten Fall ist die Referenzfläche die x-y-Ebene des inertialen Bezugssystems.
Im Versuch wird die Beschleunigung meist in Komponenten eines fahrzeugfesten Koordinatensystems gemessen. Um die Beschleunigung parallel zur Referenzebene zu erhalten, muss der Anteil der Erdbeschleunigung der auf Grund des Wankwinkels in Querrichtung gemessen wird, korrigiert werden.